# Institutionalisering
De term institutionalisering wordt veel gebruikt in sociale theorieën om te verwijzen naar het proces iets te plaatsen (bijvoorbeeld een concept, een sociale rol, een bepaalde waarde of een gedragswijze) binnen een organisatie, sociaal systeem, of de samenleving als geheel.
De term wordt ook gebruikt om te verwijzen naar het plaatsen van een bepaald individu binnen een institutie, zoals een GGZ institutie. De term “institutionalisering” draagt een negatieve connotatie als het gaat om de behandeling van, en schade gedaan aan kwetsbare personen, door de onderdrukkende of corrupte toepassing van inflexibele systemen van sociale, medische of juridische controles door publieke, private of non-profitorganisaties.
De term “institutionalisering” wordt ook gebruikt in een politiek opzicht om te worden toegepast op de creatie of organisatie van gouvernementele instituties of bepaalde lichamen die verantwoordelijk zijn voor het implementeren van beleid, in bijvoorbeeld welzijn of ontwikkeling.